# Rómulo Rozo
Rómulo Rozo Peña est un sculpteur et peintre indoaméricain, un Colombien, né à Bogota en 1899, qui a vécu presque toute sa vie au Mexique, est mort dans la ville de Merida, dans le Yucatan, en 1964. Le même jour, il a reçu son certificat de naturalisation comme Mexicain.

## Biographie
Il a fait ses études à l'École Nationale des Beaux-Arts, puis à l'Institut Technique Central de Bogota. En Europe, où il a voyagé jeune, entre 1924 et 1929, il étudie à l'Académie des Beaux-Arts de San Fernando à Madrid et a ensuite complété ses études à Paris, sous la tutelle d'Antoine Bourdelle qui a exercé une grande influence sur son travail. Il a participé à l'Exposition latino-américaine de Séville en 1929, où il a remporté le Grand Prix et la Médaille d'or, avant de retourner en Amérique.
Il s'est marié deux fois, la première en Tchécoslovaquie, au cours de son séjour en Europe, avec Anne Krauss qu'il a rencontré à Paris, avec qui il a eu trois enfants: Romulus, Gloria et Leticia. La seconde fois avec Manuela Vera, Yucatan, avec qui il a eu deux enfants, Marco Antonio et Gloria Antonia.
Son séjour dans son pays d'adoption, le Mexique, a commencé quand il a été nommé attaché culturel à l'ambassade de Colombie au Mexique, en 1931. Peu après, le ministère de l'Instruction publique du gouvernement mexicain l'a invité à travailler en tant que professeur de sculpture dans ses écoles. Il a également été professeur à l'école centrale d'Art de Mexico à partir de 1933.
Il a fait sa première grande exposition à la Bibliothèque nationale du Mexique, où il présente entre autres sa célèbre sculpture sur pierre appelé La pensée, caricaturée dans la presse nationale de l'époque, puis plagiée, banalisée et commercialisée "ad nauseam" , sans que l'auteur puisse rien faire à ce sujet.
Rómulo Rozo plus tard, décide de s'installer dans le sud du Mexique (maintenant l'État de Quintana Roo), puis dans l'État du Yucatan, où il a vécu modestement jusqu'à la fin de sa vie, pour enseigner la sculpture à l'École des Beaux- Arts de Merida.

## Œuvres
Parmi beaucoup d'autres :

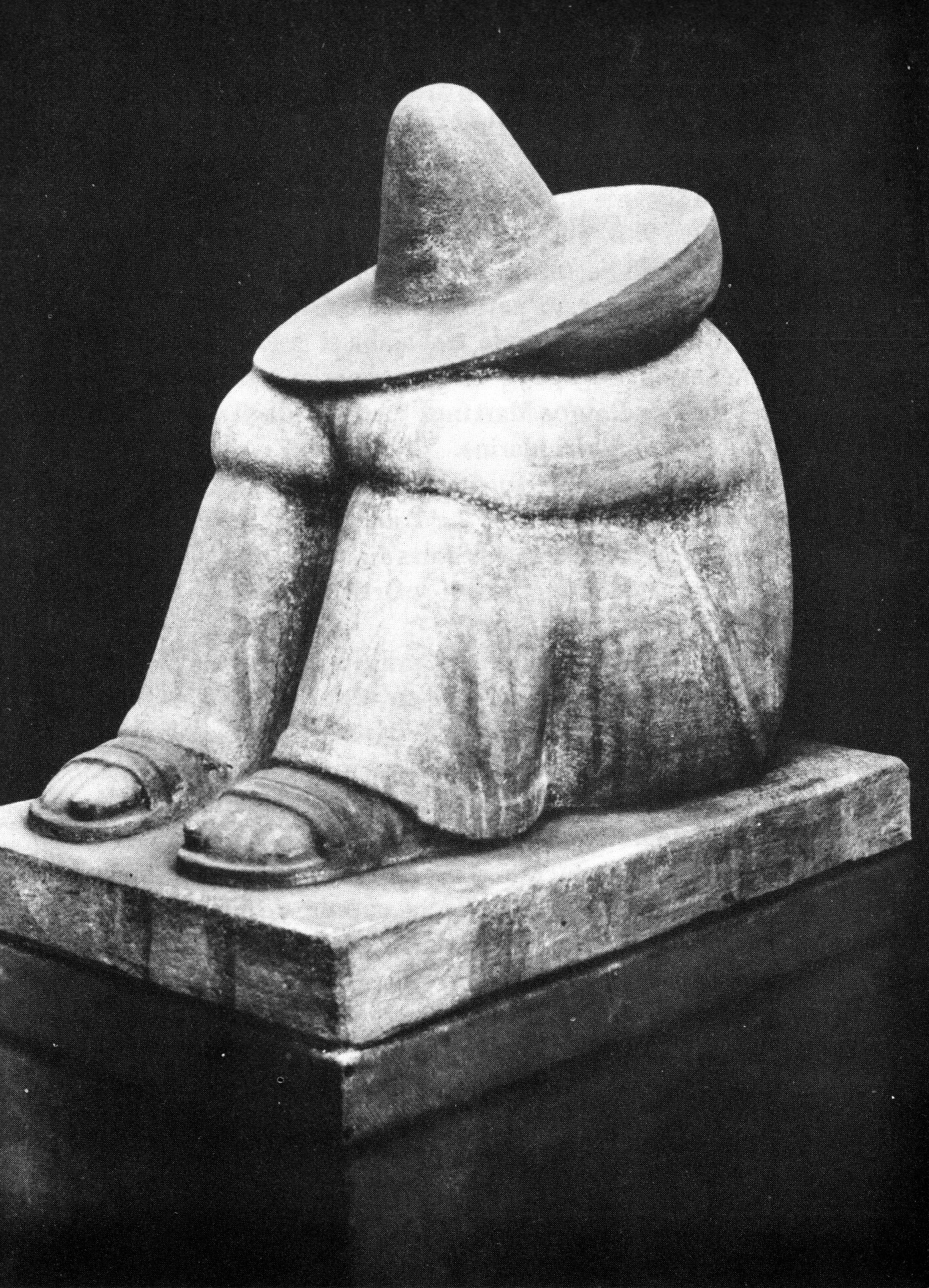
Sculpture de Rómulo Rozo La Pensée

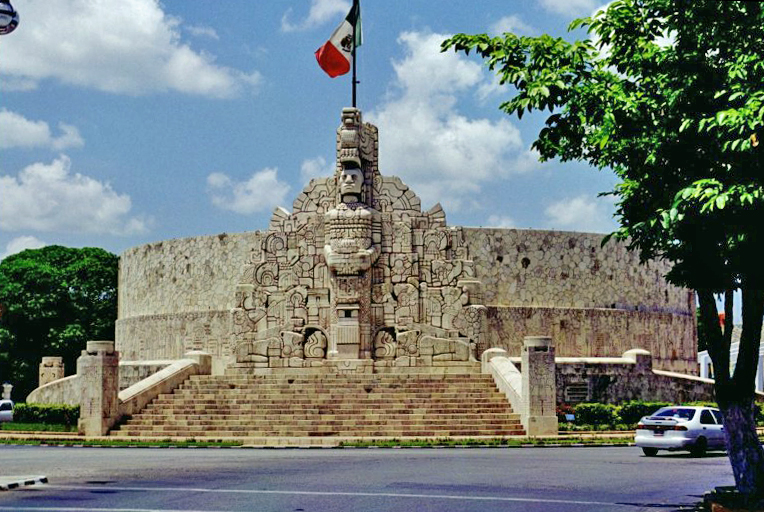
à Merida (Yucatan), le Monument à la Patrie (1956)

- Porte du pavillon de Colombie, à l'Exposition ibéro-américaine à Séville en 1929. Chef-d'œuvre en fer forgé avec des motifs pré-hispaniques, qui a remporté le grand prix et la médaille d'or dans cette exposition.
- La Pensée . Sculpture en pierre de 60 cm. Peut-être la plus connue, mais qui a souffert de plagiat.
- 1936. Bronze de Bolivar dans la gloire de sa défaite.
- à Chetumal, capitale du Quintana Roo, entre 1937 et 1938: école Belisario Domínguez et la décoration de l'hôpital Morelos
- Yucatan : Monument à la Patrie, sur le Paseo de Montejo, l'avenue la plus importante de la capitale du Yucatan. 400 images sculptées entre 1944 et 1956 sur plus de 2000 m² racontent l'histoire du Mexique .
- Bas-relief central de la rotonde de la Société artistique Ricardo Palmerín, située dans le panthéon de Mérida.
- Dans le port de Veracruz, sculpté en 1960, le Monument aux lois de réforme.
- En 1940, l'Imploration, au Panthéon français de la Miséricorde devant la tombe de Doña Concepción Reyes Domínguez de Menéndez.